# Phaléristique
La phaléristique (dérivée du mot phalère) est une science auxiliaire de l'histoire qui a pour objet l'étude des ordres, décorations et médailles. L'apport de cette science auxiliaire est de déchiffrer et comprendre la présence d'ordres, décorations et médailles sur différents supports (tableaux, photographies, armoiries, papiers, monuments). Plus généralement d'aider le travail de l'historien en lui donnant des outils de datation.

## Champs d'application
Les décorations (au sens large du terme) officielles, non officielles (religieuses, associatives, d'entreprises) attribuées à des personnes physiques ou morales, peuvent entrer dans ce champ d'étude, et cela quel que soit le pays, l'ensemble de pays et la période historique étudiée.
Les grandes familles principalement étudiées par la phaléristique sont :
- les ordres religieux et hospitaliers voir ordres militaires ;
- les ordres de chevalerie ;
- les ordres de mérite ;
- les décorations ;
- les médailles ;
- les insignes de distinction et de fonction.

Les États sont les seuls habilités à créer (modifier, supprimer) des ordres, décorations et médailles. Ces récompenses sont les seules décorations officielles existantes et de port autorisé. La dernière liste des décorations officielles françaises susceptibles d'être portées a été émise par la Grande Chancellerie de la Légion d'honneur le 27 septembre 2005.

## Expositions et musées
Dès le début du XXe siècle, plusieurs grandes expositions se sont tenues tant en France qu'à l'étranger. Rappelons pour mémoire trois grandes expositions temporaires remarquables classées par date d'ancienneté: 
- 1911 - Exposition rétrospective de la Légion d'honneur et décorations françaises, placée sous le haut patronage de M. le général Florentin (grand chancelier de la Légion d'honneur), organisée à Paris, au musée des Arts décoratifs.
- 1956 - Ordres de chevalerie et récompenses nationales, exposition organisée par l'Administration des Monnaies et Médailles à Paris.
- 1996 - Décorations et ordres de chevalerie de la collection royale britannique, The Royal Collection, Château de Windsor, exposition organisée à la Fondation Mona Bismarck à Paris.

Les grandes collections européennes royales, présentent dans leurs collections historiques, de nombreuses pièces de phaléristique (cf. supra, la collection royal du château de Windsor, exposée en France en 1996). En France, les collections publiques présentent également de telles pièces, principalement visibles au :
- Musée de l'Armée, en l'hôtel national des Invalides;
- Musée national de la Légion d'honneur et des ordres de chevalerie ;
- Musée du service de santé des Armées ;
- Musée de l'ordre de la Libération.

## Sociétés savantes
De nombreuses associations de collectionneurs et passionnés existent en phaléristique, publiant des revues et ouvrages, participant à l'organisation d'exposition. Toutes possèdent un site internet. On peut notamment citer :

### En France
- Symboles & Traditions (S & T); fondée en 1944 sous la présidence d'honneur du général Koenig, l'association regroupe des collectionneurs d'insignes, décorations et fanions militaires. Avec un millier de membres (2004), elle se donne pour but la recherche historique et l'étude des symboles militaires
- Société d'histoire des ordres et décorations (S.H.O.D.), fondée en 1996, qui édite une revue européenne d'histoire des ordres et décorations, intitulée La Phalère
- Société des amis du musée national de la Légion d'honneur et des ordres de chevalerie (S.A.M.N.L.H.O.C), fondée en 1970 et qui édite un bulletin depuis 1990 – « Site officiel » .

En France pour la première fois, l'Académie des Sciences Morales et Politiques de l'Institut de France a créé un "Prix de phaléristique", le Prix du "Bailli comte Josserand de Saint-Priest d'Urgel". Ce prix a été créé en 2006 pour couronner l'ouvrage de Pierre Rousseau "Ordres et décorations de l'Empire chérifien au temps du Protectorat français au Maroc (1912-1956)" publié par Mémoire et Documents à Versailles. En 2007, ce prix de phaléristique a été décerné à Henri Veyradier et Daniel Werba pour leur ouvrage "Les récompenses des diocèses de France" publié par Histoire & Curiosités - Éditions phaléristiques à Paris. Ce prix de phaléristique est remis aux auteurs des livres couronnés, sous la Coupole du Palais de l'Institut, au cours de la séance solennelle de rentrée de l'Académie en novembre de chaque année.

### En Europe
- Société Suisse de Phaléristique (S.S.P.), ancien JECOD (Journal Européen du collectionneur d'ordres et de décorations), existe depuis 1970 et édite un bulletin depuis 1981 – « Site officiel »
- Orders and Medals Research Society (O.M.R.S.), probablement la plus ancienne association, créée en 1942 au Royaume-Uni, comptant plus de 2 500 membres, centrée sur les ordres, décorations et médailles du Commonwealth – « Site officiel »
- Medal Society of Ireland (M.S.I.), association créée en 1986 – « Site officiel »
- Studiekring Faleristiek (S.K.F.); cercle d’étude phaléristique de Belgique, créé en 2002, qui édite des ouvrages de qualité – « Site officiel »
- Österreichische Gesellschaft für Ordenskunde (Ö.G.O.), société de recherche sur les ordres autrichiens créée en 1990 – « Site officiel »
- Ordenshistorisk Selskab (O.M.S.D.), pour Orders and Medals Society of Denmark, association créée en 1966 – « Site officiel »
- Bund Deutscher Ordenssammler (B.D.O.S.), association allemande sur l'étude des ordres fondée en 1974 – « Site officiel »
- Academia Falerística de Portugal (A.F.P.), Académie phaléristique du Portugal, créée en 2008, elle accueille à l'automne 2010 la IVe rencontre européenne des associations de phaléristiques – « Site officiel »
- Svenska Faleristiska Föreningen, association créée en 2018 – « Site officiel ».

### En Amérique
- Orders and Medals Society of America (O.M.S.A.), association créée en 1950 et qui annonce 1 500 membres - « Site officiel ».